# Ferdinand Wachter
Ferdinand Wachter (* 29. Juni 1794 in Renthendorf; † 20. Juli 1861 in Burgau) war ein deutscher Historiker und Hochschullehrer.

## Leben
Ferdinand Wachter wurde auf dem Rittergut seines Vaters geboren. Seine Schwester Amalia Wilhelmine Wachter (1790–1826) war mit dem Pfarrer Christian Ludwig Brehm verheiratet, dem späteren Vater von Alfred Brehm.
1807 kam er an die Domschule Naumburg und begann 1816 ein Studium der Rechtswissenschaften an der Universität Jena, wechselte jedoch bereits nach kurzer Zeit das Studienfach und studierte nun Geschichte und Germanistik. 1819 erlangte er seinen Dr. phil. und habilitierte sich 1820 durch eine lateinische Abhandlung über die Bedeutung der Siegfriedsage als Privatdozent. Er hielt Vorlesungen zur althochdeutschen Literatur und zu den altnordischen Götter- und Heldensagen; er wurde erst 1834, auf Antrag von Heinrich Karl Eichstädt, zum außerordentlichen Professor befördert.
1854 bat er um seine Entlassung, um die Bewirtschaftung seines in der Nähe von Plauen gelegenen Gutes selbst leiten zu können. Nachdem er dieses nach einigen Jahren aufgab, erwarb er ein Haus in Lobeda und widmete sich seinen literarischen Arbeiten.

### Raubmord
In der Nacht vom 19. auf den 20. Juli 1861 fiel Ferdinand Wachter an der Burgauer Brücke zwischen Burgau und Lobeda einem Raubmord zum Opfer. Der Täter erschlug ihn, nahm die Haustürschlüssel und versuchte erfolglos, die Geldkisten aufzubrechen. Bei dem Täter handelte es sich um den neunzehnjährigen Zimmermannsgesellen Rodeck aus Lobeda, der erst sechs Monate vorher aus der Haft entlassen worden war. Die Hinrichtung des Mörders erfolgte am 6. Januar 1862 in Weimar.

### Schriftstellerisches Wirken
Von 1827 bis 1830 gab er das Forum der Kritik im Gebiete der Geschichte und ihren Hülfswissenschaften heraus und veröffentlichte dort beispielsweise die stabreimende Übersetzung der Helgi-Lieder.
Seine wichtigsten Arbeiten waren Schriften über die thüringische Geschichte im Mittelalter und die Übersetzung von Snorre Sturluson Heimskringla (Weltkreis). Hinzu kamen seine Arbeiten für die Allgemeine Encyclopädie der Wissenschaften und Künste von Johann Samuel Ersch und Johann Gottfried Gruber, für das Universal-Lexikon der Gegenwart und Vergangenheit von Heinrich August Pierer, den Neuen Nekrolog der Deutschen und die Allgemeine Literatur-Zeitung. In den Jahren von 1820 bis 1824 versuchte er sich auch als Dichter und Dramatiker.

## Schriften (Auswahl)
- Die Unanwendbarkeit des Hexameters in der Deutschen Sprache. Jena 1820.
- Dissertatio philosophica de eo quid Sigifridus corneacute Nibelungorum thesauro et tarencappa ornatus sibi velit. Jena 1820.
- Die Liebesrasenden und der Brudermord – Lustspiele. Schmid, Jena 1821.
- Brunhild: ein Trauerspiel in fünf Aufzügen. Brau, Jena 1821.
- Probe einer Übersetzung der Eddalieder in Runenreimen von Ferdinand Wachter. Verlag des H. S. Privil. Landes-Industrie-Comptoirs, Weimar 1821.
- Otfried und Repgau, ein scherzhaft ernstes Gemälde, wissenschaftlicher Zweck, Belehrung über das Wesen, die Hülfsmittel und die Nothwendigkeit volksmässiger Bildung. Neustadt a. d. O. 1821.
- Thüringische und Obersächsische Geschichte bis zum Anfalle Thüringens an die Markgrafen von Meissen im Jahr 1247. C. H. F. Hartmann, Leipzig 1826.
- Forum der Kritik im Gebiete der Geschichte und ihren Hülfswissenschaften. 1827–1830.
- Heimskringlae illustratae et Germanorum historiam illustrantis specimen. Una cum particulis version huis operis Theotiscae quae proditure est. Rede bei Antritt des philosophischen Extraordinariats, 3. Dezember 1834. Jenae Croecker 1834.
- Dietrich von Bern. F. A. Brockhaus, Leipzig 1834.
- (Mit Snorri Sturluson) Snorri Sturluson's Weltkreis (Heimskringla), übersetzt und erläutert von Dr. Ferdinand Wachter. Breitkopf und Härtel, Leipzig 1835–1836.
- (Mit Eyvindr Skáldaspillir) Die höhere Dichtersprache, vornehmlich des Witzes: Die sechs Nebenbuhler auf der Dorfkirmes: ein komisch-tragisches Heldenlied in 27 Gesängen. Brockhaus, Leipzig 1854.